# Charlie Oaks
Charlie Oaks (* in Richmond, Kentucky) war ein US-amerikanischer Old-Time-Musiker. Oaks gehörte zu den ersten ländlichen Musikern aus Tennessee, die auf Schallplatte aufgenommen wurden.

## Leben

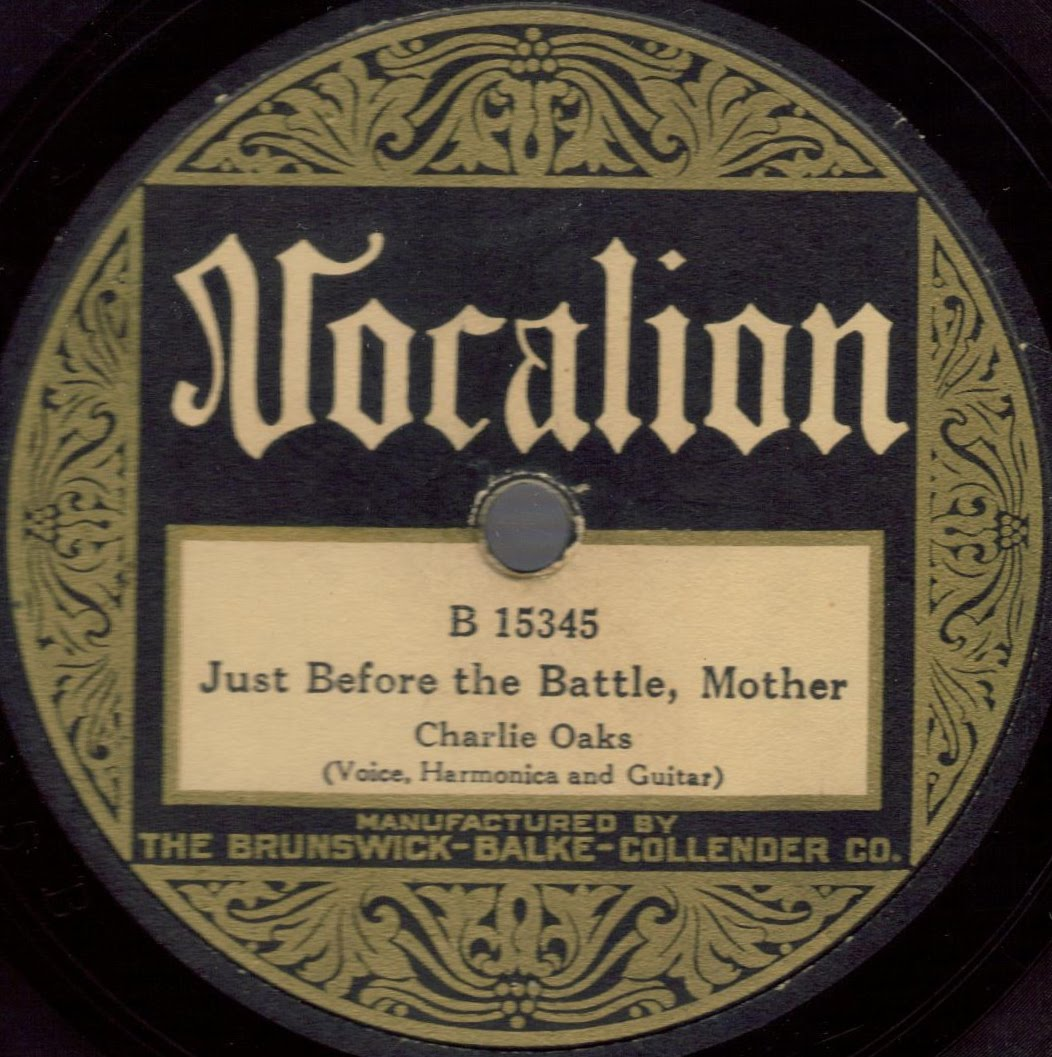
Just Before the Battle, Mother, ca. 1925

Obwohl der blinde Charlie Oaks aus Kentucky kam, verbrachte er die meiste Zeit seines Lebens in Tennessee. Aufgrund seines fehlenden Augenlichtes war er gezwungen, als Musiker an Straßenecken zu spielen, um so seinen Lebensunterhalt zu finanzieren. Mit Mundharmonika und Gitarre trat er einige Jahre lang in Knoxville, Tennessee, auf und war bereits vor dem Ersten Weltkrieg im oberen Süden ein populärer Musiker bei öffentlichen Veranstaltungen. Zwei seiner eigenen Kompositionen wurden 1909 in dem Magazin Journal of American Folklore veröffentlicht. Als Komponist spezialisierte Oaks sich auf sogenannte „event songs“, die von Zugunglücken, Morden und Naturkatastrophen handelten. Viele dieser Stücke nahm er später auf Schallplatte auf, ähnlich wie Carson Robison oder Andrew Jenkins, die ähnliche Lieder komponierten.
1925 wurde er von dem Label Vocalion Records eingeladen, Plattenaufnahmen in New York City zu machen. In der nächsten Zeit spielte Oaks eine ganze Reihe von Stücken ein, darunter The Death of William Jennings Bryan, The John T. Scopes Trial, Andrew Jenkins‘ The Death of Floyd Collins oder Little Mary Phagan, das im Original von Moonshine Kate stammte. Ende der 1920er Jahre nahm Oaks auch als Oaks Family für Victor Records auf, jedoch genoss er nur kurze Zeit seine Schallplattenkarriere. Er trat nie im Radio auf und sein altmodischer, rauer Stil wurde bald durch andere Musiker ersetzt. Seine Karriere endete wieder in Knoxville, wo er als Straßenmusiker mit seiner Frau auftrat. Zur Zeit seiner ersten Aufnahmen für Vocalion war er bereits 55 Jahre alt oder sogar älter, jedoch ist sein genaues Todesdatum nicht bekannt.

## Diskografie
| Jahr                  | Titel                                                    | #       | Anmerkungen     |
| --------------------- | -------------------------------------------------------- | ------- | --------------- |
| Veröffentlichte Titel |                                                          |         |                 |
| Vocalion Records      |                                                          |         |                 |
| 1925                  | The John Scopes Trial / Death of William Jennings Bryan  | 5068    |                 |
|                       | Death of Floyd Collins / Little Mary Phagan              | 5069    |                 |
|                       | Poor Little Joe / I Have No Mother Now                   | 5072    |                 |
|                       | The Kaiser and Uncle Sam / Marching Through Flanders     | 5073    |                 |
|                       | Broken Engagement / Fatal Wedding                        | 5076    |                 |
|                       | Moonshine / The Drunkard’s Dream                         | 5084    |                 |
|                       | Old Cottage Home / Who Will Care for Mother Now          | 5105    |                 |
|                       | Darling Nellie Gray / A Boy’s Best Friend Is His Mother  | 5110    |                 |
|                       | Old Musician and his Harp / Dr. Ginger Blues             | 5111    |                 |
|                       | Just Before the Battle Mother / Home of the Soul         | 5112    |                 |
|                       | Adam and Eve / Boll Weevil                               | 5113    |                 |
| Victor Records        |                                                          |         |                 |
|                       | Wake Up You Drowsy Sleeper / I Know His Voice            | VI23795 | als Oaks Family |
|                       | Since My Dear Old Mother’s Gone / The Picture of My Home | VI23832 | als Oaks Family |